# Igor Đurić
Igor Đurić (in serbo Игор Ђурић?; Novi Sad, 22 febbraio 1985) è un ex calciatore serbo, di ruolo difensore.

## Palmarès

### Club

#### Competizioni nazionali
- Coppa di Serbia: 1

Vojvodina: 2013-2014